# Bruno Weinberger

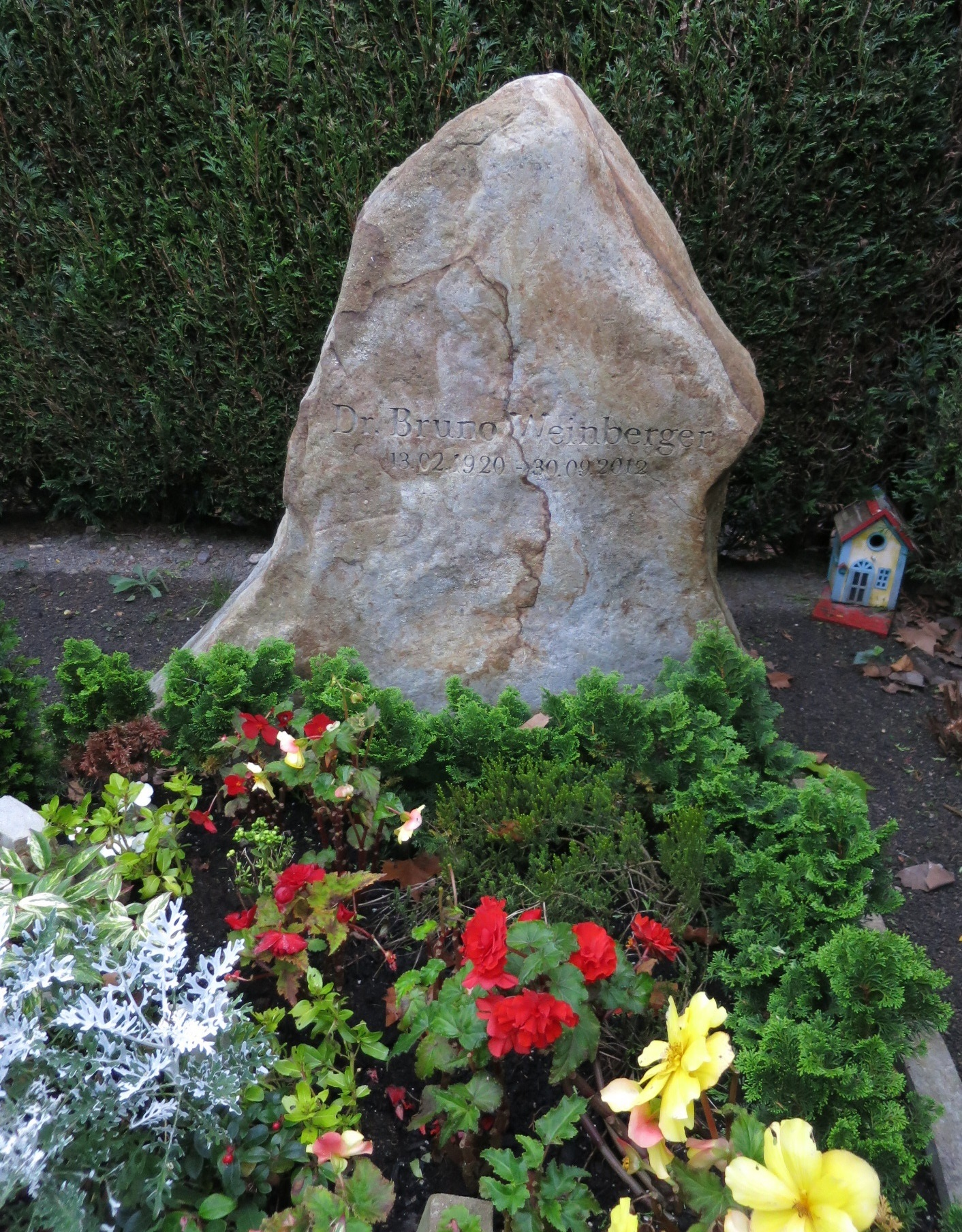
Grab auf Melaten-Friedhof

Bruno Weinberger (* 13. Februar 1920; † 30. September 2012) war ein deutscher Verwaltungsjurist.

## Werdegang
Weinberger promovierte 1950 an der Juristischen Fakultät der Universität München. 1960 kam er als Erster Beigeordneter und Finanzdezernent zum Deutschen Städtetag und war von 1968 bis zum Eintritt in den Ruhestand dessen Geschäftsführendes Präsidialmitglied.  
Am 8. Oktober 2012 wurde er auf dem Kölner Friedhof Melaten (Flur 11 (F)) beigesetzt.

## Ehrungen
- Bundesverdienstkreuz 1. Klasse (1977)
- Großes Verdienstkreuz der Bundesrepublik Deutschland (1982)
- Großes Verdienstkreuz mit Stern der Bundesrepublik Deutschland
- Bayerischer Verdienstorden
- Verdienstorden des Landes Nordrhein-Westfalen (1992)[3]